# Tyrannoneustes lythrodectikos
Tyrannoneustes lythrodectikos è un rettile marino estinto, affine ai coccodrilli. Visse tra la fine del Giurassico medio e l'inizio del Giurassico superiore (Calloviano - Oxfordiano, circa 160 milioni di anni fa) e i suoi resti fossili sono stati ritrovati in Europa (Inghilterra). 

## Descrizione
Questo animale è noto solo per resti di vari individui, che includono un cranio lungo circa 93 centimetri. L'intero corpo di Tyrannoneustes doveva essere quindi di grandi dimensioni, e si suppone che potesse raggiungere la lunghezza di circa cinque metri. I fossili di questo animale indicano che doveva appartenere alla famiglia dei metriorinchidi, un gruppo di animali affini ai coccodrilli dotati però di zampe trasformate in strutture simili a pagaie e di una coda bilobata simile a quella degli squali. La mandibola di Tyrannoneustes era dotata di numerosi grandi denti simili a lame, seghettati e robusti, con una carena continua lungo i margini mesiale e distale. Sui denti, inoltre, erano presenti lungo parte della carena denticoli microscopici e poco definiti. L'omero era dotato di una cresta deltopettorale molto sviluppata. 
Il cranio di Tyrannoneustes presenta tre caratteristiche uniche (autapomorfie): un processo posteriore della premascella molto lungo, terminante in linea con il 4° o 5° alveolo mascellare; tacche laterali profonde sulla superficie laterale del mascellare con fosse di accoglienza per i denti della mandibola, e premascella che costituisce il margine anteriore del primo alveolo mascellare (Foffa e Young, 2014).

## Classificazione
I fossili di Tyrannoneustes vennero ritrovati tra il 1907 e il 1909 dal raccoglitore di fossili Alfred Leeds nella formazione Oxford Clay, risalente alla fine del Giurassico medio o all'inizio del Giurassico superiore. La descrizione dei fossili di Tyrannoneustes avvenne più di un secolo dopo, nel 2013, dal momento che i resti erano rimasti depositati in un magazzino di un museo e lì dimenticati. 

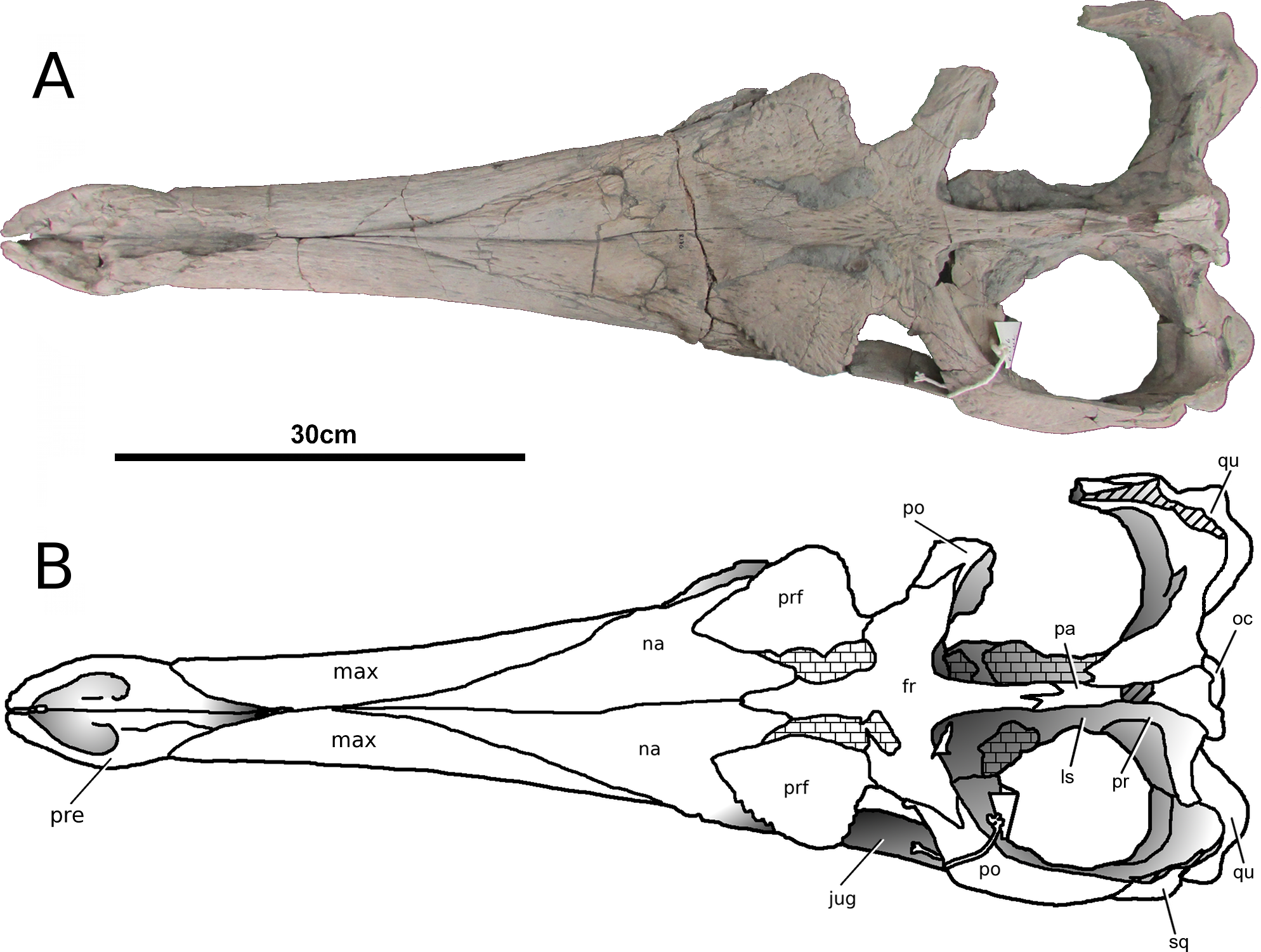
Cranio di Tyrannoneustes lythrodectikos

I fossili indicano che Tyrannoneustes era un rappresentante di quel gruppo di metriorinchidi noti come Geosaurinae, dotati di grandi denti seghettati; le forme più specializzate di questo clade divennero enormi predatori dalle mascelle robuste, come Dakosaurus. Tyrannoneustes possedeva già alcune caratteristiche della mandibola tali da includerlo nel clade, in ua posizione filogenetica intermedia tra Neptunidraco del Giurassico medio italiano (considerato il sister group dei geosaurini) e i successivi geosaurini.

## Paleobiologia
La forma della mandibola e dei denti di Tyrannoneustes indicano che questo animale poteva aprire le fauci ad un'ampiezza maggiore rispetto ai metriorinchidi come Cricosaurus e Metriorhynchus; probabilmente era in grado di attaccare prede anche più grandi di sé stesso, come anche avveniva per i geosaurini del Giurassico superiore (Geosaurus, Plesiosuchus, Torvoneustes e Dakosaurus).